# Paul Vanden Boeynants
 (mai 2015).
Si vous disposez d'ouvrages ou d'articles de référence ou si vous connaissez des sites web de qualité traitant du thème abordé ici, merci de compléter l'article en donnant les références utiles à sa vérifiabilité et en les liant à la section « Notes et références ».
Paul Vanden Boeynants est un homme politique belge de tendance démocrate chrétienne conservatrice, né le 22 mai 1919 à Forest et mort le 9 janvier 2001 à Alost, qui fut deux fois Premier ministre

## Biographie
Paul Vanden Boeynants, né le 22 mai 1919 à Forest, est le fils unique d'Henri Vanden Boeynants et de Jeanne Lenssens, bouchers originaires de Malines. Ses parents déménagent de Forest à Etterbeek. Il fréquente dès 1926 le Collège Saint-Michel d'Etterbeek, institution scolaire de la Compagnie de Jésus à Bruxelles, « symbole et instrument de promotion sociale ». Il n'obtient cependant pas de bons résultats scolaires. Il poursuit ensuite ses études comme apprenti boucher, d'abord chez son père, puis à Anvers. Il joue au football à la Royale Union Saint-Gilloise, mais à la suite d'une blessure au genou en 1938, il doit y renoncer. 
Il fait son service militaire en 1938 et 1939 puis en 1940, il est fait prisonnier à la suite de la campagne des dix-huit jours. Il est envoyé au Stalag I-A où il est interprète. Il est libéré comme Flamand en janvier 1941. Il aide son père et suit avec succès les cours de l'école de boucherie d'Anvers. Il épouse alors en 1942 Lucienne Deurinck, elle-même fille de boucher. Ils ont trois enfants : Anne, née en 1944, Monique, née en 1946, et Christian, né en 1950,.
En 1944 il ouvre une école professionnelle de boucherie-charcuterie. En 1947, il crée l'entente des patrons bouchers et charcutiers, rassemblant douze directeurs. Il s'engage de façon virulente dans la défense de sa corporation et participe notamment à une grève de 1947 contre les réglementations du ministre du ravitaillement, le communiste Edgar Lalmand (nl). Ses capacités de meneur et d'orateur lui valent de monter les échelons dans sa profession. Encouragé à faire de la politique, il rejoint le PSC en 1948. Aidé par les bouchers, il se présente comme candidat aux élections. Il mène une campagne de droite populiste et antifiscale pour les élections de 1949 qui lui permet d'être élu. 
De 1949 à 1979 il est député de l'arrondissement de Bruxelles du PSC-CVP. Il soutient Léopold III pendant la Question royale. Il se montre un parlementaire efficace et défendant les intérêts des commerçants.
En 1953 il devient conseiller communal et est également échevin de Bruxelles.
De 1961 à 1966, il est président du PSC-CVP. Il soutient en 1962 une réforme des institutions comportant un État fort mais l'autonomie des communautés. Il est impliqué en 1963 et 1964 dans la préparation de la réforme constitutionnelle du Gouvernement Lefèvre.
Il plaide pour la création d'un ministère des Classes moyennes, qui lui sera confié à sa création, dans le Gouvernement Gaston Eyskens II à la suite des élections législatives belges de 1958 où il récolte 25 000 votes préférentiels.
De 1966 à 1968, il est Premier ministre. Le pays connait alors de grandes difficultés économiques et financières, auxquelles le gouvernement répond par des pouvoirs spéciaux. Sur la scène internationale, ce gouvernement s'implique dans l'OTAN (dont les sièges politiques et militaires s'installent en Belgique, à Mons pour le SHAPE et Bruxelles pour le siège) et la CEE, tandis qu'il tente d'améliorer les relations avec le Bloc de l'Est. Il met aussi au frigo le dossier linguistique, qui ressurgit toutefois en 1967, avec la crise de Louvain, qui provoque la démission de son gouvernement en 1968.
En 1969, il est nommé ministre d'État. Le reproche d'affairisme ne tarde pas à le poursuivre.
De 1972 à 1979, il est ministre de la Défense nationale, entre autres au sein du gouvernement de Leo Tindemans. D'octobre 1978 à avril 1979, il retrouve le poste de Premier ministre à la tête d'un gouvernement de transition. En 1979, il devient vice-Premier ministre et ministre de la Défense nationale dans le gouvernement de Wilfried Martens, mais démissionne bientôt. À partir du 8 octobre 1979 et jusqu'en 1981, il préside le PSC. Dans le but de rééquilibrer ce parti, trop lié aux syndicats chrétiens d'après certains, il fonde le Centre des indépendants (CEPIC), qui après quelques années est accusé de s'être lié avec des éléments d'extrême droite. En 1995, Paul Vanden Boeynants se retire de la vie politique. Il est encore pendant quelque temps le directeur de l'hebdomadaire satirique Pan.
Paul Vanden Boeynants repose avec son épouse, décédée en 1994, dans le caveau familial au cimetière de Bruxelles.
Surnommé « VDB » par d'autres comme par lui-même, affublé de divers surnoms plus ou moins amicaux — tel que « le (vieux) Crocodile » —, Paul Vanden Boeynants est un homme controversé qui est autant un responsable politique apprécié que respecté et un homme dont le nom est mentionné dans des affaires troubles, en particulier dans le monde de la promotion immobilière à Bruxelles.
Il est le dernier Premier ministre francophone de Belgique, avant la nomination d'Elio Di Rupo le 5 décembre 2011 et Charles Michel le 25 mai 2014.

### Fraude fiscale
Le 25 juin 1986, Paul Vanden Boeynants est condamné à trois ans de prison avec sursis et 650 000 francs d'amende pour fraude fiscale, et faux et usage de faux. En appel, la peine est réduite à 500 000 francs. En 1992, son casier judiciaire est effacé.

### Enlèvement
Le 14 janvier 1989, Paul Vanden Boeynants est enlevé par la bande de Patrick Haemers. L'enlèvement est revendiqué par les « Brigades socialistes révolutionnaires » par un appel anonyme au Soir le lendemain. Il est séquestré environ un mois au Touquet, puis le 12 février 1989, il est libéré à Tournai, après le paiement d'une rançon de soixante-trois millions de francs belges.
La conférence de presse qui suit la libération de Vanden Boeynants marque les esprits, et est remixée par Paul Delnoy dans le style new beat. Le 45 tours est commercialisé sous le titre de Qui ?, et le nom Brussels Sound Revolution. Il est numéro un en Belgique, et se vend à 50 000 exemplaires en deux semaines. Vanden Boeynants touchera même des droits d'auteur,.

## Distinctions
- Commandeur grand-croix de l'ordre royal de l'Étoile polaire (Suède).
- Grand-croix de l'ordre de Saint-Sylvestre en 1960 (Vatican).

## Gouvernements Vanden Boeynants
- Gouvernement Vanden Boeynants I (19 mars 1966 - 17 juin 1968) : Coalition : PSC-CVP - Parti libéral
- Gouvernement Vanden Boeynants II (20 octobre 1978 - 3 avril 1979) : Coalition : CVP-PSC-PS-BSP-VU-FDF